# Orizzonti
Orizzonti è una sezione della Mostra internazionale d'arte cinematografica di Venezia dedicata a film giudicati rappresentativi di nuove tendenze estetiche ed espressive del cinema mondiale, in particolar modo da parte di registi esordienti, meno conosciuti o provenienti da cinematografie minori. Tra le sezioni competitive della Mostra, è seconda per importanza soltanto al concorso principale, del quale è stata spesso descritta come una "Serie B". Introdotta per la prima volta nella 61ª edizione della Mostra (2004) sotto la direzione artistica di Marco Müller per sostituire la sezione Controcorrente, dal 2010 è aperta anche ai cortometraggi, inglobando le precedenti sezioni Corto cortissimo ed Eventi speciali, e includendo per un breve periodo anche i mediometraggi. Ha assunto la sua forma attuale nel 2013, con una selezione di circa venti film l'anno e i cortometraggi contenuti in un'apposita sottosezione.
I film selezionati concorrono a diversi premi assegnati da una giuria internazionale che varia ogni anno, il principale dei quali è il premio Orizzonti per il miglior film, fino al 2010 denominato premio Orizzonti. Originariamente accompagnato solo da un premio per il miglior documentario, dal 2010 è stato esteso anche a film non di finzione ed affiancato da altri premi, come quello per il miglior cortometraggio. Dal 2013 la sezione si è dotata anche di premi per la regia, le interpretazioni e la sceneggiatura, similmente al concorso principale.

## Vincitori

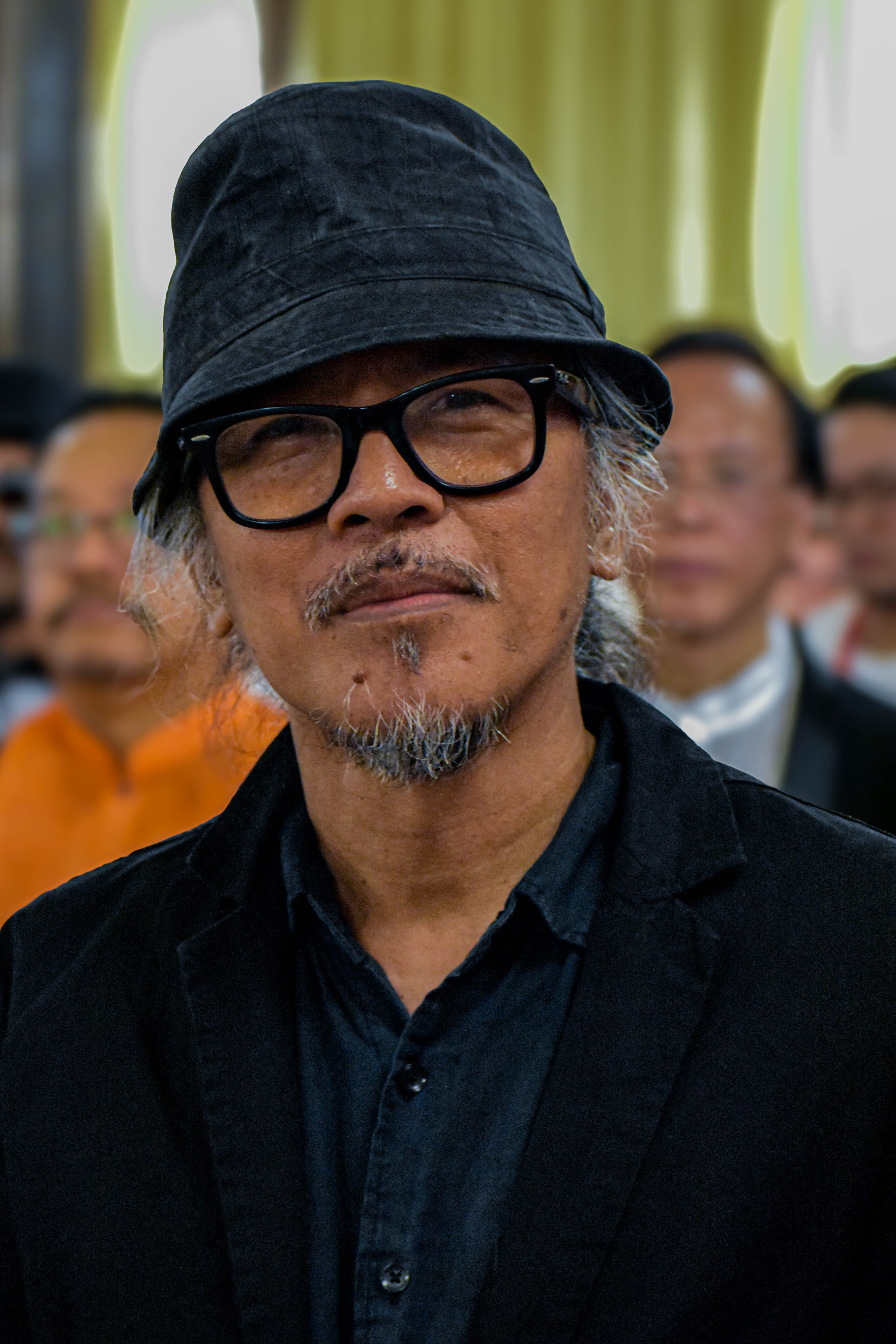
Il regista filippino Lav Diaz, premio Orizzonti nel 2008 per Melancholia, è stato il primo e ad oggi unico vincitore di Orizzonti a riuscire poi a vincere il Leone d'oro (The Woman Who Left - La donna che se ne è andata, 2016).

### Premio Orizzonti (2004–2010)
- 2004: Les Petits Fils, regia di Ilan Duran Cohen ·  Francia
- 2005: Pervye na Lune, regia di Aleksej Fedorčenko ·  Russia
- 2006: Mǎbèi shàng de fǎtíng, regia di Liu Jie ·  Cina
- 2007: Sügisball, regia di Veiko Õunpuu ·  Estonia
- 2008: Melancholia, regia di Lav Diaz ·  Filippine
- 2009: Engkwentro, regia di Pepe Diokno  Filippine
- 2010: Verano de Goliat, regia di Nicolás Pereda ·  Messico  Canada  Paesi Bassi

### Premio Orizzonti per il miglior film (dal 2011)
- 2011: Kotoko, regia di Shin'ya Tsukamoto ·  Giappone
- 2012: Tre sorelle (Sān zǐmèi), regia di Wang Bing ·  Hong Kong  Francia
- 2013: Eastern Boys, regia di Robin Campillo ·  Francia
- 2014: Court, regia di Chaitanya Tamhane ·  India
- 2015: Free in Deed, regia di Jake Mahaffy ·  Stati Uniti  Nuova Zelanda
- 2016: Liberami, regia di Federica Di Giacomo ·  Italia  Francia
- 2017: Nico, 1988, regia di Susanna Nicchiarelli ·  Italia  Belgio
- 2018: Manta Ray (Kraben rahu), regia di Phutthiphong Arunpheng ·  Thailandia  Francia  Cina
- 2019: Atlantis (Atlantyda), regia di Valentyn Vasjanovyč ·  Ucraina
- 2020: Dašt-e khāmuš, regia di Ahmad Bahrami ·  Iran
- 2021: Piligrimai, regia di Laurynas Bareiša ·  Lituania
- 2022: Jang-e jahāni-ye sevom, regia di Houman Seyyedi ·  Iran
- 2023: Una spiegazione per tutto (Magyarázat mindenre), regia di Gábor Reisz ·  Ungheria  Slovacchia
- 2024: Anul Nou care n-a fost, regia di Bogdan Mureşanu ·  Romania  Serbia

## Altri premi

### Anni 2000
- 2005
  - Miglior documentario: East of Paradise, regia di Lech Kowalski
- 2006
  - Miglior documentario: When the Levees Broke: A Requiem in Four Acts, regia di Spike Lee
- 2007
  - Miglior documentario: Wúyòng, regia di Jia Zhangke
- 2008
  - Miglior documentario: Below Sea Level, regia di Gianfranco Rosi
- 2009
  - Miglior documentario: 1428, regia di Du Haibin

### Anni 2010
- 2010
  - Premio speciale della giuria: The Forgotten Space, regia di Noël Burch e Allan Sekula 
  - Miglior mediometraggio: Tse, regia di Roee Rosen 
  - Miglior cortometraggio: Coming Attractions, regia di Peter Tscherkassky
- 2011
  - Premio speciale della giuria: Whores' Glory, regia di Michael Glawogger  
  - Miglior mediometraggio: Accidentes gloriosos, regia di Mauro Andrizzi e Marcus Lindeen    
  - Miglior cortometraggio: In attesa dell'avvento, regia di Felice D'Agostino e Arturo Lavorato
- 2012
  - Premio speciale della giuria: Tango Libre, regia di Frédéric Fonteyne   
  - Miglior cortometraggio: Chodae, regia di Yoo Min-young
- 2013
  - Miglior regia:  Uberto Pasolini per Still Life
  - Premio speciale della giuria: Ruin, regia di Amiel Courtin-Wilson e Australia Michael Cody  
  - Premio speciale per l'innovazione: Māhi va gorbe, regia di Shahram Mokri 
  - Miglior cortometraggio: Kush, regia di Shubhashish Bhutiani
- 2014
  - Miglior regia:  Naji Abu Nowar per Theeb
  - Premio speciale della giuria: Belluscone - Una storia siciliana, regia di Franco Maresco 
  - Miglior interpretazione maschile o femminile:  Emir Hadžihafizbegović per Takva su pravila
  - Miglior cortometraggio: Maryam, regia di Sidi Saleh
- 2015
  - Miglior regia:  Brady Corbet per The Childhood of a Leader - L'infanzia di un capo (The Childhood of a Leader)
  - Premio speciale della giuria: Boi Neon, regia di Gabriel Mascaro   
  - Miglior interpretazione maschile o femminile:  Dominique Leborne per Tempête
  - Miglior cortometraggio: Belladonna, regia di Dubravka Turić
- 2016
  - Miglior regia:  Fien Troch per Home
  - Premio speciale della giuria: Koca dünya, regia di Reha Erdem 
  - Miglior interpretazione femminile:  Ruth Díaz per La vendetta di un uomo tranquillo (Tarde para la ira)
  - Miglior interpretazione maschile:  Nuno Lopes per São Jorge
  - Miglior sceneggiatura:  Wang Bing per Kǔ qián
  - Miglior cortometraggio: La voz perdida, regia di Marcelo Martinessi
- 2017
  - Miglior regia:  Vahid Jalilvand per Il dubbio - Un caso di coscienza (Bedun-e tārikh, bedun-e emzā)
  - Premio speciale della giuria: Caniba, regia di Véréna Paravel e Lucien Castaing-Taylor  
  - Miglior interpretazione femminile:  Lyna Khoudri per Les Bienheureux
  - Miglior interpretazione maschile:  Navid Mohammadzade per Il dubbio - Un caso di coscienza (Bedun-e tārikh, bedun-e emzā)
  - Miglior sceneggiatura:  Alireza Khatami per Los versos del olvido
  - Miglior cortometraggio: Gros Chagrin, regia di Céline Devaux
- 2018
  - Miglior regia:  Emir Baigazin per Ozen
  - Premio speciale della giuria: Anons, regia di Mahmut Fazıl Coşkun  
  - Miglior interpretazione femminile:  Natal'ja Kudrjašova per Čelovek, kotoryj udivil vsech
  - Miglior interpretazione maschile:  Kais Nashef per Tutti pazzi a Tel Aviv (Tel Aviv al ha'esh)
  - Miglior sceneggiatura:  Pema Tseden per Jinpa
  - Miglior cortometraggio: Kado, regia di Aditya Ahmad
- 2019
  - Miglior regia:  Théo Court per Blanco en blanco
  - Premio speciale della giuria: Verdict, regia di Raymund Ribay Gutierrez  
  - Miglior interpretazione femminile:  Marta Nieto per Madre
  - Miglior interpretazione maschile:  Sami Bouajila per Un figlio (Un fils)
  - Miglior sceneggiatura:  Jessica Palud per Revenir
  - Miglior cortometraggio: Darling, regia di Saim Sadiq

### Anni 2020
- 2020
  - Miglior regia:  Lav Diaz per Lahi, hayop
  - Premio speciale della giuria: Listen, regia di Ana Rocha de Sousa  
  - Miglior interpretazione femminile:  Khansa Batma per Zanka Contact
  - Miglior interpretazione maschile:  Yahya Mahayni per L'uomo che vendette la sua pelle (The Man Who Sold His Skin)
  - Miglior sceneggiatura:  Pietro Castellitto per I predatori
  - Miglior cortometraggio: Entre tú y milagros, regia di Colombia Mariana Saffon
- 2021
  - Miglior regia:  Éric Gravel per Full Time - Al cento per cento (À plein temps)
  - Premio speciale della giuria: El gran movimiento, regia di Kiro Russo   
  - Miglior interpretazione femminile:  Laure Calamy per Full Time - Al cento per cento (À plein temps)
  - Miglior interpretazione maschile:  Piseth Chhun per Bodeng sar
  - Miglior sceneggiatura:  Péter Kerekes e Ivan Ostrochovský per Cenzorka
  - Miglior cortometraggio: Los huesos, regia di Cristóbal León e Joaquín Cociña
- 2022
  - Miglior regia:  Tizza Covi e  Rainer Frimmel per Vera
  - Premio speciale della giuria: Chleb i sól, regia di Damian Kocur 
  - Miglior interpretazione femminile:  Vera Gemma per Vera
  - Miglior interpretazione maschile:  Mohsen Tanabandeh per Jang-e jahāni-ye sevom
  - Miglior sceneggiatura:  Fernando Guzzoni per Blanquita
  - Miglior cortometraggio: 9-r saryn cas, regia di Pürėv-Očir Lhagvadulam
- 2023
  - Miglior regia:  Mika Gustafson per Paradise Is Burning (Paradiset brinner)
  - Premio speciale della giuria: Una sterminata domenica, regia di Alain Parroni   
  - Miglior interpretazione femminile:  Margarita Rosa de Francisco per El paraíso
  - Miglior interpretazione maschile:  Bold-Ėrdėnė Tėrgėl per Sėr sėr salhi
  - Miglior sceneggiatura:  Enrico Maria Artale per El paraíso
  - Miglior cortometraggio: A Short Trip, regia di Erenik Beqiri
- 2024
  - Miglior regia:  Sarah Friedland per Familiar Touch
  - Premio speciale della giuria: Hemme'nin öldüğü günlerden biri, regia di Murat Fıratoğlu 
  - Miglior interpretazione femminile:  Kathleen Chalfant per Familiar Touch
  - Miglior interpretazione maschile:  Francesco Gheghi per Familia
  - Miglior sceneggiatura:  Iskandar Qubti per Happy Holidays (Yinʿād ʿalēkom)
  - Miglior cortometraggio: Who Loves The Sun, regia di Arshia Shakiba

## Orizzonti Extra
Dal 2021, gli è stata affiancata una sezione parallela denominata Orizzonti Extra, che ha sostituito la sezione non competitiva Sconfini: dedicata a film di durata superiore ai 60 minuti senza ulteriori distinzioni di genere, metraggio o destinazione, è priva di giurie e gli spettatori della sezione vi assegnano un premio al miglior film denominato Premio degli spettatori - Armani Beauty in base all'indice di gradimento dato da un sondaggio su tutti i film partecipanti.
- 2021: Il cieco che non voleva vedere Titanic (Sokea mies, joka ei halunnut nähdä Titanicia), regia di Teemu Nikki ·  Finlandia
- 2022: Nezouh - Il buco nel cielo (Nuzūḥ), regia di Sudad Ka'dan ·  Regno Unito  Siria  Francia
- 2023: Felicità, regia di Micaela Ramazzotti ·  Italia
- 2024: La testimone - Shahed (Šāhed), regia di Nader Sayevar ·  Germania  Austria